# Station Kornica
Station Kornica is een spoorwegstation in de Poolse plaats Kornica.